# تیگران بزرگ
تیگران دوم (به ارمنی Տիգրան Բ - به انگلیسی Tigranes II) یا تیگران بزرگ (به ارمنی Տիգրան Մեծ - به انگلیسی Tigranes the Great)، پادشاه ارمنستان و داماد مهرداد ششم بود.
تیگران بزرگ پسر آرتاوازد یکم ملقب به تیگراد به معنی فاتح پادشاه پیشین ارمنستان بود، آرتاوازد پدر تیگران، نبردی با اشکانیان داشت، که در آن نبرد در نهایت شکست را قبول کرد و توافق شد پسر وی، یعنی تیگران، در سال ۱۰۵ پیش از میلاد به دست شاهنشاهی اشکانی سپرده شود؛ و بنابرین تیگران در دربار پادشاهان اشکانی بزرگ شد، و همین امر بعضی از خصیصه‌های اخلاقی او را توجیه می‌کند.
وقتی پدر تیگران در سال ۹۵ پیش از میلاد فوت کرد، اشکانیان وی را برای جلوس برتخت سلطنت فرمانروایی ارمنستان رهسپار کردند، البته در این بین دره‌های مرز جنوبی ارمنستان واقع در منطقه‌ای را که امروزه ارمنستان غربی، (ناحیه آناتولی شرقی) است نیز به آنان واگذار شد.
تیگران بمحض جلوس برتخت سلطنت سیاست کشورگشایی شدیدی در پیش گرفت، تیگران فتوحات خود را با تصرف سوفن شروع کرد و آن ناحیه‌ای بود شامل قسمت جنوبی ارمنستان صغیر، و تیگران فرمانروای آن به نام سلطان آرتانس را که از اعقاب زریر (سوفنه)، (زاریادس) بود از سلطنت خلع کرد.
تیگران با دختر مهرداد ششم پنتوس، پادشاه پنتوس، ملقب به «اصیل» ازدواج کرد و با آن قدرت نوپا، روابط دوستی برقرار نمود، ضمن اینکه در جنگ‌های مهرداد با دولت جمهوری روم بیطرفی خود را حفظ کرده بود.
شهر تیگراناکرت کلان‌شهر باستانی واقع در جوار دیاربکر در ترکیهٔ کنونی را تیگران بزرگ پادشاه ارمنستان در سده یکم پیش از میلاد (۸۳–۷۸ (پیش از میلاد)) بنیاد نهاد. از سال ۷۵ تا ۷۲ پیش از میلاد، مهرداد ششم پنتوس، که از رومیان شکست خورده بود نیز به سوی هم پیمانش تیگران بزرگ پادشاه ارمنستان گریخت و به او پیوست.

## فتوحات تیگران بزرگ
او سیاست توسعه طلبی خود را به ویژه متوجه جنوب کرد و با یک رشته جنگ‌های توأم با پیروزی به آن جامه عمل پوشانید. ابتدا به اشکانیان که رقیبان خطرناک پادشاهان ارمنستان بودند و تیگران آنان را دشمن موروثی خود می‌دانست حمله‌ور شد. نخست دره‌هایی را که به هنگام جلوسش برتخت مجبور شده بود به آنان واگذار کند پس گرفت.
سپس بر اثر یک رشته پیروزی‌ها آتورپاتکان، کردوئنه، اسروئن که پایتخت آن شهر ادسا (رها کنونی) امروزه به (شانلی اورفه نام دارد) را دست نشانده خود کرد، و داماد خود را که مهرداد یکم آتروپاتکان، (میتریداتس) بود حاکم آتورپاتکان شد و به‌طوری‌که مجبور شدند خراج سالانه به تیگران بپردازند، سربازانی در اختیارش بگذارند و همچون امیران خراجگزار در دربارش حضور پیدا کنند. پس از آن تیگران سرزمین آدیابن و سرتاسر شمال میان‌رودان را متصرف شد و آن‌ها را به قلمرو و سلطنت خود ضمیمه کرد.

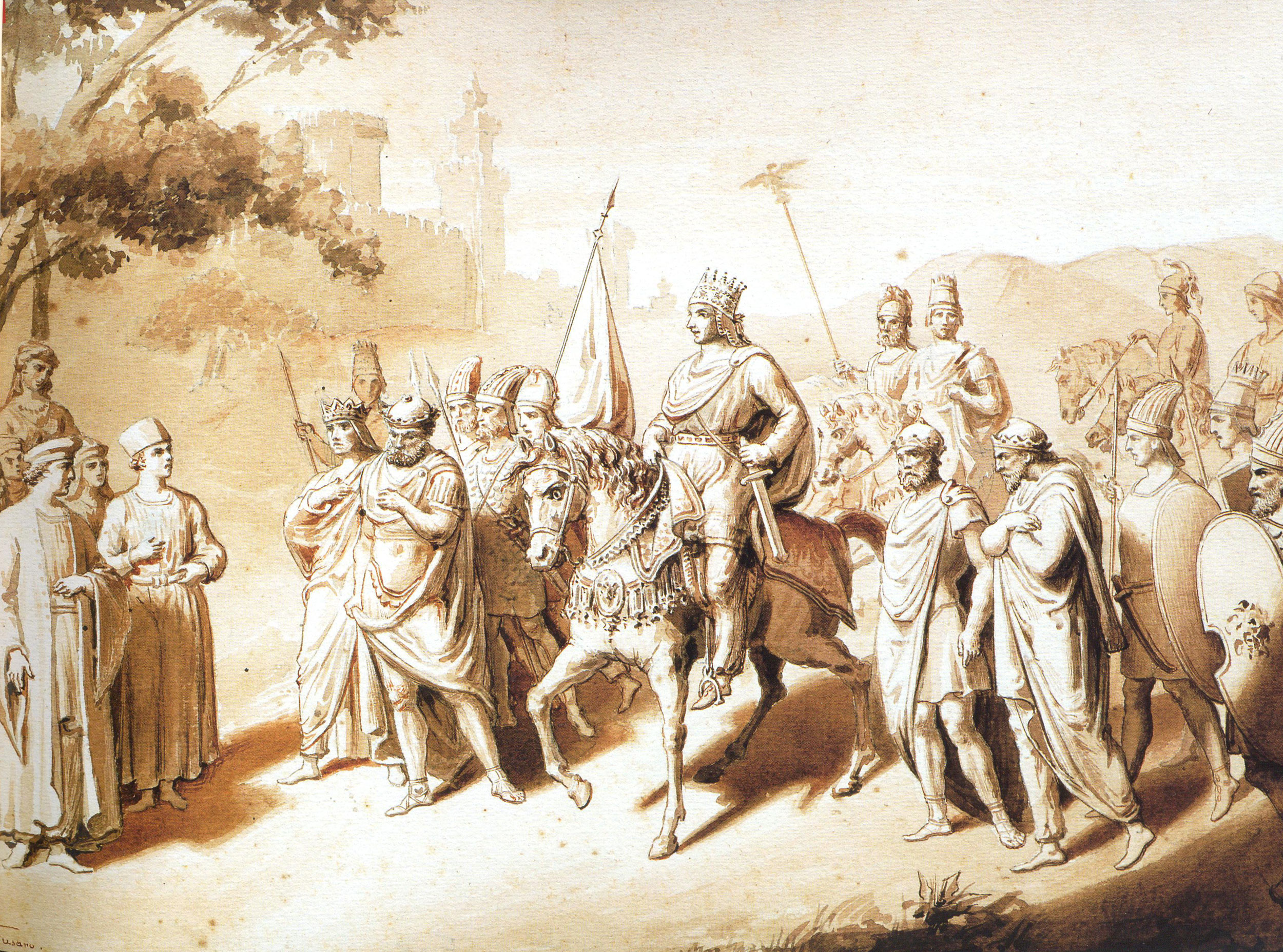
تیگران بزرگ به عنوان شاه شاهان با چهار پادشاه دست نشانده که او را احاطه کرده‌اند.

تیگران توانست در ماوراء قفقاز (قفقاز جنوبی)، ایبریا و آلبانیای قفقاز را هم تصرف کند. در زمان تیگران مرز شمالی ارمنستان گسترش یافت سرزمین‌های استان لوری و آخالکالاکی و همچنین بین رود کورا و ارس با زمین‌های ساحلی دریای خزر در آن منطقه را دربر می‌گرفت.
همچنین تیگران توانست سوریه و قسمتی از لبنان و حتی قسمتی از فلسطین را نیز تصرف کند.
این مملکت وسیع به مقتضای تسهیلات لشکرکشی و نیازمندی‌های اداری به یکصد و بیست شهرستان تقسیم شده بود. تیگران که دارای وحدت و شکل و یکسانی بود توانست به سلطه خود بر سرزمین وسیع شکل‌های متعدد و مختلف بدهد و هر یک را به نوعی اداره کند. او در بعضی از مناطق متصرفی خود اجازه داد که پادشاه ملی خودشان بر آنان باقی بماند و فقط اکتفا کرد به اینکه آنان را تابع و خراجگزار خود کند. در مورد کوه نشینان ماورای قفقاز نیز قناعت کرد به اینکه آنان را با خود متحد سازد.

## لشکرکشی پومپه
لوکولوس بعد از شکست از تیگران بزرگ سرداری به نام پومپه به فرماندهی سپاهیان رم منصوب شد که هم از لحاظ قابلیت و استعداد نظامی مرد بزرگی بود و هم اخلاقی متین و متعادل داشت. او همه مشخصات تمدن و فرهنگی را که طبقه اشراف رومی در دوران اقتدار و در آستانه انحطاط خود بدان دست یافته بودند در خود داشت. پومپه سپاهی مرکب از چندین لژیون در کیلیکیه متمرکز کرد. همان‌طور که مرد جنگی بود سیاستمدار قابلی نیز بود. پومپه به وعده واگذاری قسمتی از سرزمین‌های متصرفی لوکولوس در میان رودان به فرهاد سوم پادشاه اشکانی وی را با خود متحد ساخت و وادارش کرد که به ارمنستان حمله کند. پومپه وقتی نیروهای ارمنی را بدین گونه سرگرم کرد خود با ۵۰۰۰۰ سرباز تمامی عرض آسیای صغیر را پیمود و به پونتوس حمله‌ور شد. مهرداد با ۳۰٬۰۰۰ سرباز به مقابله با او شتافت لیکن در جنگی بزرگ در نیکوپولیس شکست خورد. سپاه مهرداد ششم در آن نبرد به یکباره نابود گردید. خود مهرداد که دلاورانه می‌جنگید تا لحظه آخر پایداری کرد و سرانجام بسیار بزحمت توانست جان سالم از معرکه بدر برد.
فرهاد سوم بر ارمنستان تاخت و تیگران بزرگ پسر نوجوانش شاهزاده تیگران دست به یک خیانت زد، به این معنی که با گروهی از سربازان به اردوگاه اشکانیان پیوست. تیگران بزرگ پس از فروپاشی امپراتوریش و با وجود موفقیتی که در جنگ دوم با لوکولوس پیدا کرده بود پیرمردی شده بود عبوس و زود خشم و پسرش از اخلاق تند و خشن او شکایت داشت.
فرهاد سوم با کمک سربازانی که شاهزاده تیگران در اختیارش گذاشته بود پیش آمدند و شهر آرتاشات پایتخت ارمنستان را محاصره کردند. وقتی بر اثر شکست مهرداد و فروپاشی حکومت پونتوس، پومپه به سمت ارمنستان پیشروی کرد وضع تیگران بزرگ وخیم و یاس‌انگیز شد. این جنگی بود که او می‌بایست در دو جبهه بکند، با بیگانگان یک جنگ داخلی هم افزوده شده بود. تیگران توانست بقدر کافی نیرو تجهیز کند و پس از گردآوری نیروهایش به لشکری که آرتاشات را محاصره کرده بود حمله کرد، شکست سنگینی برآن وارد آورد و اشکانیان را از ارمنستان بیرون راند. لیکن با وجود این پیروزی تیگران حس کرد که غیرممکن است بتواند به نبرد ادامه بدهد، زیرا ارتش رم اکنون از جبهه دیگری داشت وارد خاک کشور او می‌شد.
وقتی مهرداد به مرز ارمنستان آمد تا پناه بخواهد، تیگران که بار اول به او پناه داده و با این عمل دشمنی دولت رم را که موجب دشواری‌هایش شده بود برای خود خریده بود، و تازه پس از شکست در جنگ اولش با لوکولوس در نبرد تیگراناکرت نیز حاضر نشده بود صلح را به بهای تسلیم مهمانش به دشمن برای خود بخرد، این بار دیگر حاضر نشد درهای ارمنستان را به روی او بگشاید.
پومپه به پیشروی خود به طرف قلب ارمنستان ادامه داد و بی‌آنکه با مقاومتی برخورد کند به منطقه فعلی ارزروم رسید سپس با پسر خائن تیگران که به او ملحق شد به دره ارس درآمد. تیگران بزرگ از او تقاضای صلح کرد و پومپه هم پذیرفت. پومپه از آنجا که سیاستمدار بزرگی بود فهمید که اتحاد بین رم و دولت اشکانی مصلحتی و موقتی بوده و مغایر با نظر کلی مجلس سنای روم در مورد سیاست شرقی آن است؛ لذا به جای اینکه ارمنستان را ضمیمه متصرفات جمهوری رم بکند قناعت کرد به اینکه از آن متحدی برای خود بسازد به امید اینکه بدین وسیله هم سدی برای آینده قفقاز شمالی درست خواهد کرد و هم پایگاهی برای عملیات ضد اشکانیان در اختیار خواهد داشت.
بموجب پیمان صلح، تیگران بایستی سرزمین‌هایی را که در جنوب جبال توروس به تصرف درآورده بود به رم بدهد، ولی سرزمین اصلی ارمنستان را برای خود نگاه دارد. علاوه بر این تیگران می‌بایست خساراتی معادل ۶٬۰۰۰ تالان (واحد وزن در یونان قدیم و واحدی برای پول طلا و نقره) بپردازد.
دیدار پومپه و تیگران صورت غم‌انگیزی به خود گرفت، تیگران در حالی که بالاپوش ارغوانی رنگ را از تن بدر آورده و بجز نوار دور سر و نیمتاج سلطنتی چیزی از علایم شاهی در خود نگاه نداشته بود سوار براسب به جلو اردوگاه رومیان آمد و به سردار یا کنسول آینده رم نشان و تاج پادشاهی خود را تقدیم کرد. سپس پومپه، تیگران را از زمین بلند کرد و نشان قدرت را به او بازپس داد و با وی رفتاری همچون با یک پادشاه کرد؛ و اما فرهاد سوم و پسر خائن تیگران بزرگ که عاملان اصلی شکست او بودند، نه اولی ثمره سیاست خود را گرفت و نه دومی مزد خیانتش را، پومپه دستور داد آن پسر خیانت کار را دستگیر کردند و او را با خود به رم برد تا تجسمی از فتوحاتش باشد. فرهاد سوم هم زمینهایی را که در جنوب ارمنستان مورد مطالبه اش بود و تیگران قبلاً از او گرفته بود صاحب نشد و بدین گونه شرکتش در جنگ ضد ارمنستان همه منافعی را که انتظار داشت برایش ببار نیاورد.
تیگران بزرگ پس از این شکست که موجب فروپاشی امپراتوریش شده، ولی لااقل ارمنستان اصلی را نگاه داشته بود باز ده سال بر کشور خود سلطنت کرد و به نظر می‌رسد که در طول همین دوران آخر عمرش به صورت متحد وفادار دولت رم باقی ماند، تیگران در سال ۵۵ (پیش از میلاد) وفات یافت و با مرگ او سلطنتی نزدیک به چهل سال که مشخص‌کننده اوج قدرت ارمنستان بود به پایان رسید.

## قدرت نظامی ارمنستان در دوران تیگران بزرگ

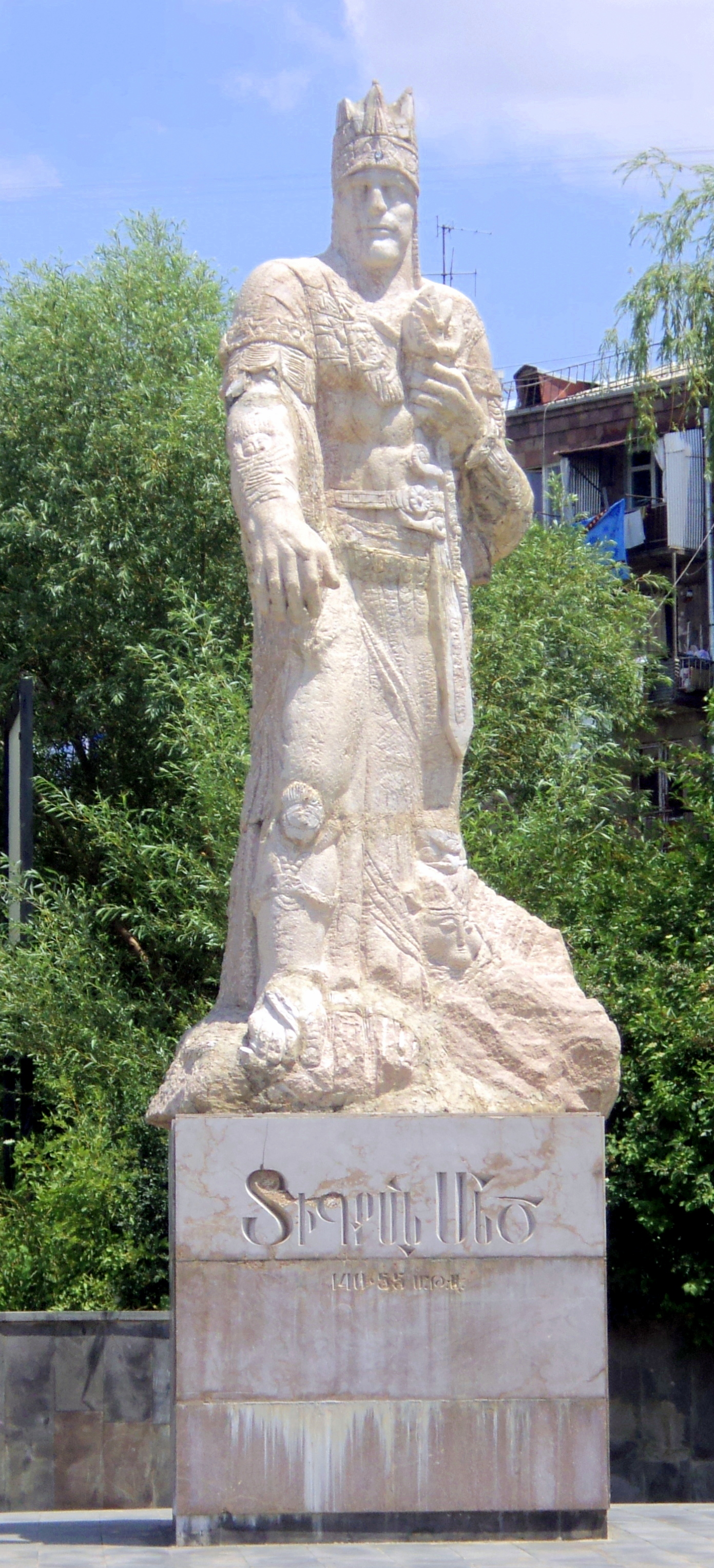
تندیس تیگران بزرگ در ایروان، ارمنستان

تیگران بزرگ برای گسترش مرزهای ارمنستان یک ارتش بزرگ را تشکیل داد. با توجه به «کتاب جودیت» [Book of judith] ارتش تیگران شامل ارابه و ۱۲٬۰۰۰ سواره نظام سنگین مجهز به نوعی زره که احتمالاً توسط سلوکیان و پارتها استفاده می‌شده تجهیز شده بودند و همچنین ۱۲۰٬۰۰۰ پیاده‌نظام که ۱۲٬۰۰۰ نفر آن از کمانداران (کمان (جنگ‌افزار)) تشکیل می‌دادند؛ که در آن زمان یکی از ویژگی‌های مهم ارتش اشکانیان هم بوده‌است.
بخش عمده‌ای از ارتش تیگران بزرگ را از سربازان پیاده تشکیل شده بود. در زمان فرمانروایی تیگران بزرگ، قلمرو ارمنستان سه برابر گشت و ارمنستان به یکی از نیرومندترین حکومت‌های آن روز تبدیل شد. به همین علت تیگران بزرگ را در تاریخ تیگران بزرگ می‌نامند.
تئودور مومسن (مورخ بزرگ آلمانی) می‌نویسد:
«تیگران بدین گونه به تفوق یک کشور بر تمامی آسیای باختری به نفع ارمنستان جامه عمل پوشانده بود چیزی که پیش از او هخامنشیان به نفع ایران و سلوکیان به نفع سوریه کرده بودند.»
ارمنستان اگر عوامل و شرایط قدرت نظامی قابل توجهی در خود نداشت بدون شک نمی‌توانست استقلال خود را بدست بیاورد و سپس از آن دفاع کند. مظهر این قدرت نظامی در وهله اول همان کوه نشینان و دهقانان ارمنی بودند، همان نژاد نیرومند و خو گرفته به یک گذران سخت و دشوار در سرزمین دست نیافتنی خود، همان مردانی که برای ارمنستان و سپس برای امپراتوری روم شرقی پیاده‌نظامی مقاوم تدارک می‌دیدند، سربازانی که در جنگ‌های بیشمار آخرین پایه مقاومت را تشکیل می‌دادند.
و. شاپو می‌نویسد:
«آنچه دربارهٔ ارمنستان برای ما نقل می‌کنند بدین منظور است که ما را دچار حیرت و تعجب بکنند. آخر چگونه این سرزمین کوهستانی می‌توانست سواره نظامی چنان خوب و عالی را بیندازد که حتی با اسواران اشکانی نیز رقابت بکنند. آنچه مسلم است این است که ارمنستان نیز مانند سرزمین ماد برای پرورش اسب فوق‌العاده مساعد بوده‌است. ارمنیان این منبع حیاتی نه تنها برای امور اقتصادی، بلکه برای دفاع نظامی نیز استفاده کنند.»
پایه و اساس قدرت نظامی تیگران و قدرت تهاجمی او، در سواره‌نظام زره پوش مشهورش بود که از سر تا زانو غرق در آهن و فولاد و مسلح به نیزه بودند و از میان نجبای ارمنی به خدمت گرفته می‌شدند. قدرت نظامی ارتش ارمنستان هنر و استعداد سازندگان و بنایان و خاکبرداران منتخب از میان خود ساکنان ارمنی بود.
ارامنه جنوب کشور از معماران و مهندسین نظامی بی نظیری بودند که بر اثر همین شهرت آنان بود که تیگران برای مقاصد نظامی استخدام کرده بود. تسلیحات و در مهنسی نظامی، در ارتش ارمنستان یکی از ویژگی‌ها و یکی از عوامل قدرت آن ارتش بود. تیگران از این هنرمندان برای بازکردن راه‌ها و ساختن پل‌ها و تمیز کردن رودخانه‌ها و بریدن درخت‌ها و انجام دادن کارهای ضروری دیگر با خود می‌آورد. تعداد آن نیروها در حدود ۳۵۰۰۰ نفر بود.

## سکه‌های تیگران بزرگ
تیگران از ابتدای حکومت اقدام به ضرب سکه از جنس نقره و برنز کرد. وی بیشترین تعداد سکه‌ها را در بین پادشاهان خاندان آرداشسیان (آرتاشسیان) ضرب کرده و در حال حاضر بیش از نیمی از سکه‌های به دست آمده از این خاندان متعلق به اوست.

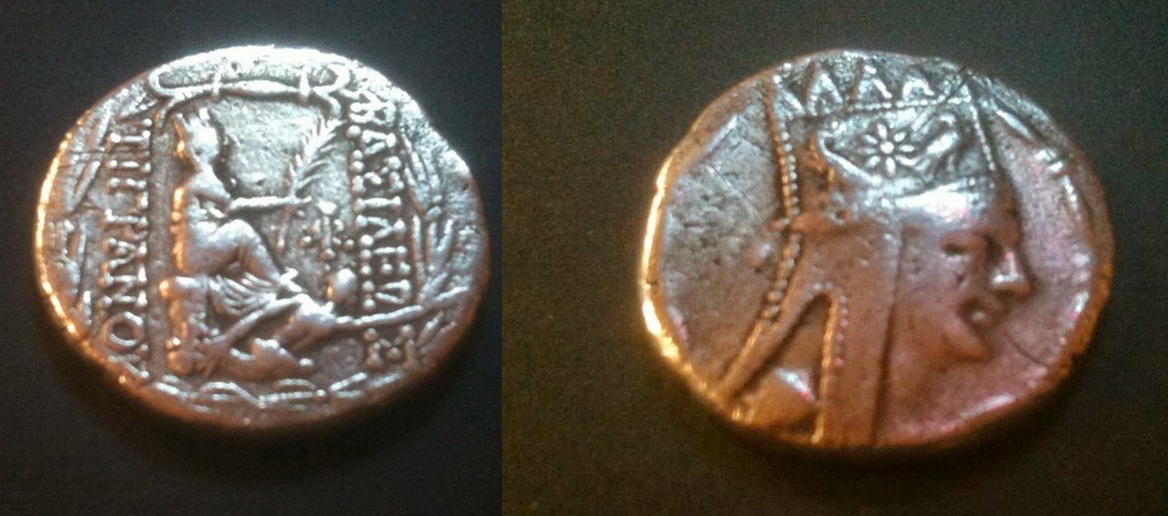
درخم تیگران بزرگ

سکه‌های نقره‌ای که در کل دوران حکومت تیگران ضرب شده‌اند در دو اندازه و وزن و سکه‌های برنز در چهار اندازه و وزن هستند. واحد سکه‌های نقره عبارت است از «دراخما» [Drachms] با وزن سه تا ۵/۴ گرم (سبکترین سکهٔ دراخمای به دست آمده به وزن ۲۲/۳ گرم و سنگینترین آن‌ها به وزن ۶۱/۴ گرم است که در موزهٔ تاریخ ارمنستان نگهداری می‌شوند) و «تترا دراخما» [Tetradrachms] با وزن چهارده تا شانزده گرم (سبکترین سکهٔ تترا دراخما به وزن ۶/۱۳ گرم در موزهٔ تاریخ ارمنستان و سنگین‌ترین آن به وزن ۴۲/۱۶ گرم در موزهٔ بریتانیا نگهداری می‌شود) و واحد سکه‌های برنز عبارت است از «خالکان» [Chalci-chalcus] با وزن یک تا هشت گرم.
بر روی کلیهٔ سکه‌ها، چه نقره و چه برنز، از یک نوع نقش و در پشت سکه‌های نقره نیز، به غیر از یک مورد ضرب شده در دمشق، از یک نوع نقش استفاده شده اما در پشت سکه‌های برنزی هشت نوع نقش مختلف به کار رفته‌است.
سکه‌های برنزی کاربرد داخلی داشتند و سکه‌های نقره برای تجارت با کشورهای همسایه استفاده می‌شدند. به همین علت، فرسایش سکه‌های برنزی به دست آمده به مراتب بیشتر از سکه‌های نقره می‌باشد و پراکندگی سکه‌های نقره در منطقه به مراتب گسترده‌تر از سکه‌های برنزی است.
بر روی کلیهٔ سکه‌ها تصویر نیمرخ تیگران ترسیم شده که به سمت راست نگاه می‌کند و بر سرش تاج خاندان آرداشسیان قرار دارد. تاج دارای پنج دندانه نوک تیز است و بر روی پیشانی تاج، تصویر ستارهٔ هشتپری که دو عقاب از آن محافظت می‌کنند ترسیم شده که نشان خاندان آرداشسیان است.
تاریخ ضرب سکه‌های تیگران بزرگ با نشان ستاره برای اثبات نقش ستارهٔ دنباله‌دار هالی بر روی این سکه‌ها حائز اهمیت است اما از آنجایی که این سکه‌ها فاقد تاریخ ضرب اند، بنابراین، برای تعیین تاریخ ضرب آن‌ها باید از نقوش پشت سکه استفاده کرد.
در پشت سکه‌های تیگران بزرگ، که پس از به حکومت رسیدنش در سال ۹۵، در ضراب‌خانه آرتاشات، ضرب شده‌است، در دو طرف، تصویر الههٔ توخه و جملهٔ «شاه شاهان تیگران» [ΒΑΣΙΑΕΩΣ ΒΑΣΙΑΕΩΝ ΤΙΓΡΑΝΟΥ] نقش بسته اما در سکه‌هایی که پس از تسلط وی بر مناطق بین‌النهرین و سوریه، در سال ۸۳، در تیگراناکرت، دمشق و انطاکیه ضرب شده، در دو طرف، تصویر الهه به همراه جملهٔ «تیگران شاه» [ΒΑΣΙΑΕΩΣ ΤΙΓΡΑΝΟΥ] نقش بسته. لازم است ذکر شود سکه‌های ضرب شده در انطاکیه، نسبت به سکه‌های ضرب آرتاشات، از ظرافت بیشتری برخوردار است.
در بین سکه‌های ضرب شده در انطاکیه، سکه‌هایی که در آن‌ها الهه توخه شاخه درخت خرما در دست دارد متعاقب تصرف شهر انطاکیه در ضرابخانهٔ این شهر ضرب شده‌است. لذا می‌توان نتیجه گرفت سکه‌هایی که در آن‌ها بر روی تاج فقط تصویر ستاره وجود دارد و در پشت آن نوشتهٔ تیگران شاه به همراه الهه، که شاخهٔ درخت خرما در دست دارد، نقش شده، مربوط به سال ۸۳؛ یعنی، حدود چهار سال پس از رؤیت ستارهٔ هالی است.

## جستارهای ویژه
- تاریخ ارمنستان
- دودمان آرتاشسی
- نبرد تیگراناکرت
- تاریخ نظامی ارمنستان